# Rezolucja Rady Bezpieczeństwa ONZ nr 478
Rezolucja Rady Bezpieczeństwa ONZ 478, przyjęta 20 sierpnia 1980 r. Jest następstwem nieprzestrzegania przez Izrael rezolucji 476 z 30 czerwca 1980 r. oraz jest reakcją na uchwalenie przez Kneset w dniu 30 czerwca 1980 r. ustawy o randze konstytucyjnej – „Ustawa Zasadnicza: Jerozolima, Stolica Izraela” w której mowa o Jerozolimie jako „całej i zjednoczonej stolicy Izraela”.
Rezolucja:
- Potępia uchwalenie przez Izrael przepisów dotyczących Jerozolimy i odmowę zastosowania się do odpowiednich rezolucji Rady Bezpieczeństwa.
- Potwierdza, że uchwalenie przepisów dotyczących Jerozolimy przez Izrael stanowi pogwałcenie prawa międzynarodowego.
- Określa, że wszystkie środki legislacyjne i administracyjne oraz działania podjęte przez Izrael, Mocarstwo okupacyjne, które zmieniły lub mają na celu zmianę charakteru i statusu Świętego Miasta Jerozolimy, a w szczególności ostatnie przepisy dotyczące Jerozolimy, są nieważne.
- potwierdza również, że działanie to stanowi poważną przeszkodę w osiągnięciu wszechstronnego, sprawiedliwego i trwałego pokoju na Bliskim Wschodzie

W rezolucji wezwano państwa członkowskie do wycofania swoich misji dyplomatycznych z tego miasta.
Większość państw z ambasadami w Jerozolimie przeniosła swoje ambasady do Tel Awiwu, Ramat Ganu lub Herclijji po przyjęciu rezolucji 478. Po wycofaniu Kostaryki i Salwadoru w sierpniu 2006 r. żaden kraj nie utrzymał swojej ambasady w Jerozolimie do maja 2018 r. Po decyzji prezydenta Trumpa w grudniu 2017 r. Stany Zjednoczone przeniosły ambasadę USA z Tel Awiwu do Jerozolimy 14 maja 2018 r.